# Періклес Шамуска
Періклес Шамуска (порт. Péricles Chamusca, нар. 29 вересня 1965, Салвадор) — бразильський футбольний тренер. З 2021 року очолює тренерський штаб саудівської команди «Аль-Шабаб» (Ер-Ріяд).

## Кар'єра тренера
Розпочав тренерську кар'єру 1992 року, очоливши тренерський штаб клубу «Віторія» (Салвадор), де пропрацював з 1992 по 1995 рік. 1995 року привів його команду до перемоги у Лізі Баїяно.
Протягом наступного десятиріччя майже щороку міняв команди, встигнувши попрацювати з низкою бразильських клубних команд.
У 2005—2009 отримав свій перший досвід роботи за кордоном, тренуючи команду японського клубу «Ойта Трініта». Згодом повертався до Японії 2014 року, коли працював головним тренером команди «Джубіло Івата».
Крім того у 2010-х роках працював з декількома бразильськими командами, а також цілою низкою команд з Близького Сходу — катарськими «Аль-Арабі», «Аль-Джаїшом» і «Аль-Гарафою», еміратським «Аль-Шаабом», саудівськими «Аль-Фейсалі» та «Аль-Хілялем».
З 2021 року очолює тренерський штаб ще одного представника саудівського чемпіонату, команди «Аль-Шабаб».

## Титули і досягнення
- Переможець Ліги Баїяно (1):

«Віторія» (Салвадор): 1995
- Переможець Ліги Алагоано (1):

«ССА Масейо»: 1999
- Переможець Ліги Катаріненсе (1):

«Аваї»: 2010
- Володар Кубка Бразилії (1):

«Санту-Андре»: 2004
- Володар Кубка Джей-ліги (1):

«Ойта Трініта»: 2008
- Володар Кубка шейха Яссіма (1):

«Аль-Арабі»: 2010
- Володар Королівського кубка Саудівської Аравії (1):

«Аль-Фейсали»: 2020-21